# Río Vorma
El río Vorma es un corto río de Noruega, el emisario del gran lago Mjøsa que desemboca en el río Glomma. El Vorma tiene 30 kilómetros de longitud y fluye a través de la ciudad de Eidsvoll. El Vorma va desde el lago Mjøsa a través de Minnesund para unirse al Glomma en Årnes. 
Vorma recibe también su nombre porque era un río "cálido" que nunca se hiela, mientras que tanto el Glomma como el Gudbrandsdalslågen se congelan anualmente. La confluencia del Vorma con el Glomma en Årnes y Nes es el sitio donde se produce la cascada Funnefoss sobre el Glomma, de 10 metros de caída. 

## Historia
La confluencia del Minnesund y el Vorma, Eidsvoll, sirvió como un antiguo lugar para el "ting", o lugar de reunión para el concejo o parlamento local para Romerike durante el período cuando el viaje por barco era mucho más fácil que por tierra. El "Eidsivating" era, según la tradición, fundado por Halfdan Svarte, y sirvió como lugar para "ting" para todos los de las Opplands y Viken. San Olaf también celebró un "ting" aquí y construyó una iglesia en el lugar en 1017. 
En 1795 un corrimiento de tierra bloqueó totalmente el Vorma en Disen durante 111 días, secando completamente el lecho del río. Se cortó un canal alrededor de él para evitar un gran desbordamiento, lo que produciría daños río abajo.
En el Vorma, al sur de Eidsvoll, queda ek Svanfoss donde el nivel del agua en el lago Mjøsa es regulado. Una esclusa de 60 metros de largo por 6 metros de ancho, que evitaba entrar en el Svanfoss, elevando a los barcos tres metros para permitir circuvalar la cascada, se abrió en 1906.